# Ivar Conradson
Sixten Ivar Conradson, född 12 september 1884 i Skellefteå, död 12 augusti 1968 i Stockholm, var en svensk poet, målare och koltecknare.

## Biografi
Conradson växte upp i Stockholm och blev student där 1903. Han debuterade 1906 med diktsamlingen Skyarne. Han kom efter en omild kritik av Fredrik Böök att snart tystna som poet, men återupptäcktes i slutet av 1970-talet. 
Som konstnär debuterade han 1907 med en separatutställning på Norrlands Nation i Uppsala, där han ställde ut kolteckningar och oljefärgsskizzer och han följe upp denna med en separatutställning på Hallins konsthandel i Stockholm 1909.
Ivar Conradson är begravd på Solna kyrkogård.